# Griffonia simplicifolia
Griffonia simplicifolia (DC.) Baill. è una pianta legnosa della famiglia delle fabacee, diffusa principalmente nelle aree tropicali umide dell'Africa. La pianta può raggiungere i 3 metri di altezza, produce fiori di colore verdastro ed i frutti sono baccelli contenenti i caratteristici semi di forma discoidale e di colorazione che può andare dal bruno al nero.

## Impiego terapeutico
L'estratto secco dei semi maturi di G.simplicifolia è un integratore alimentare utilizzato in erboristeria ed in fitoterapia per le sue proprietà di regolatore dell'umore, del sonno e dell'appetito. Tali proprietà sono dovute al 5-HTP, aminoacido derivato dal triptofano e precursore biochimico della sintesi della serotonina da parte del nostro organismo. L'estratto di G.simplicifolia è commercializzato puro come blando antidepressivo e come dimagrante, nonché come conciliante del sonno in formulazione con altri rimedi quali l'estratto di valeriana e/o la melatonina.

## Integratori alimentari
Il 5-HTP contenuto nella pianta di Griffonia simplicifolia viene impiegato anche nella produzione di integratori alimentari, contenenti talvolta tra gli ingredienti vitamina D e vitamine del gruppo B, che ne rafforzano le proprietà sopra descritte.